# Campamento Academia

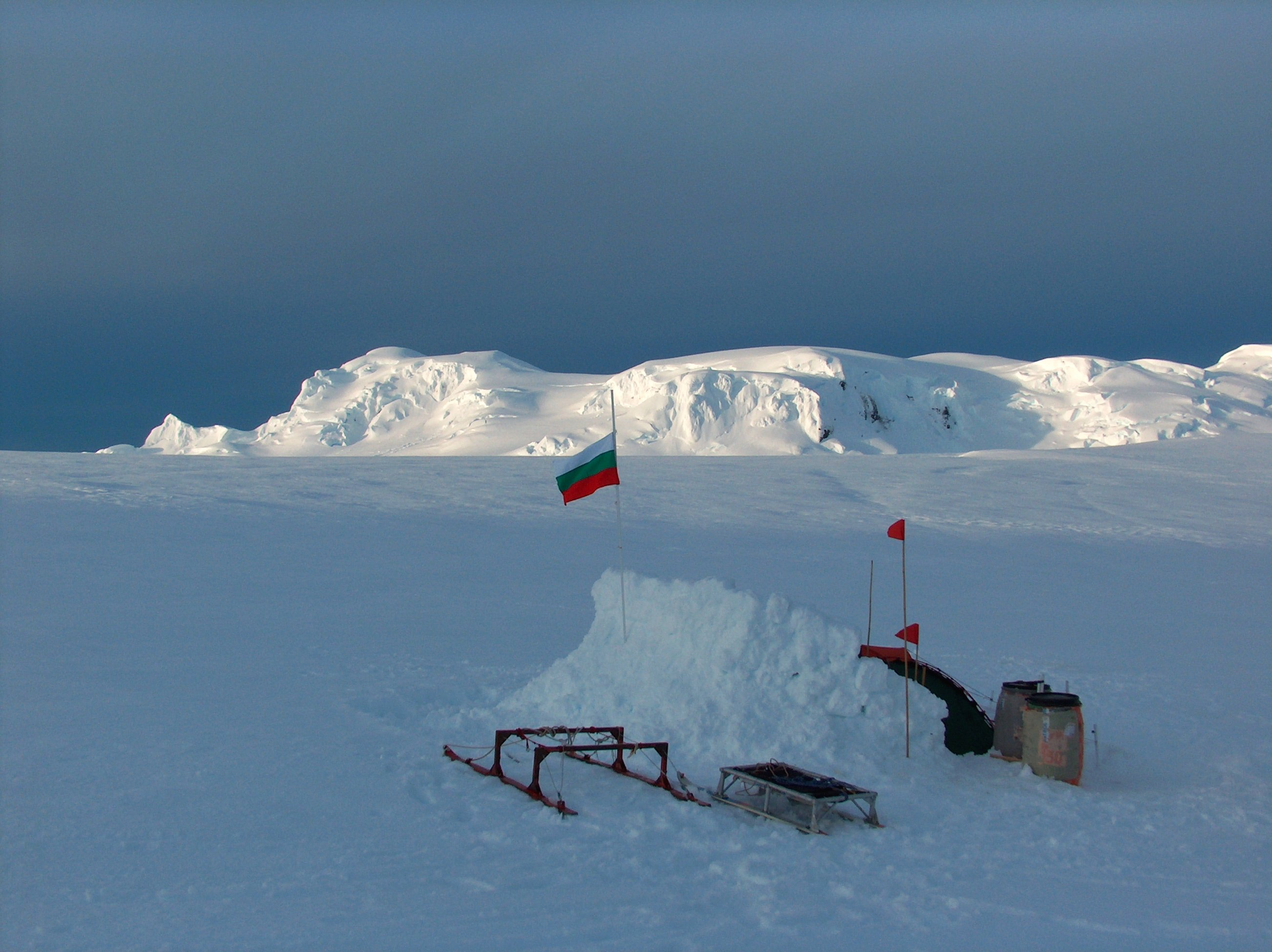
Campamento Academia con la silla de Wörner y la dorsal de Bowles.

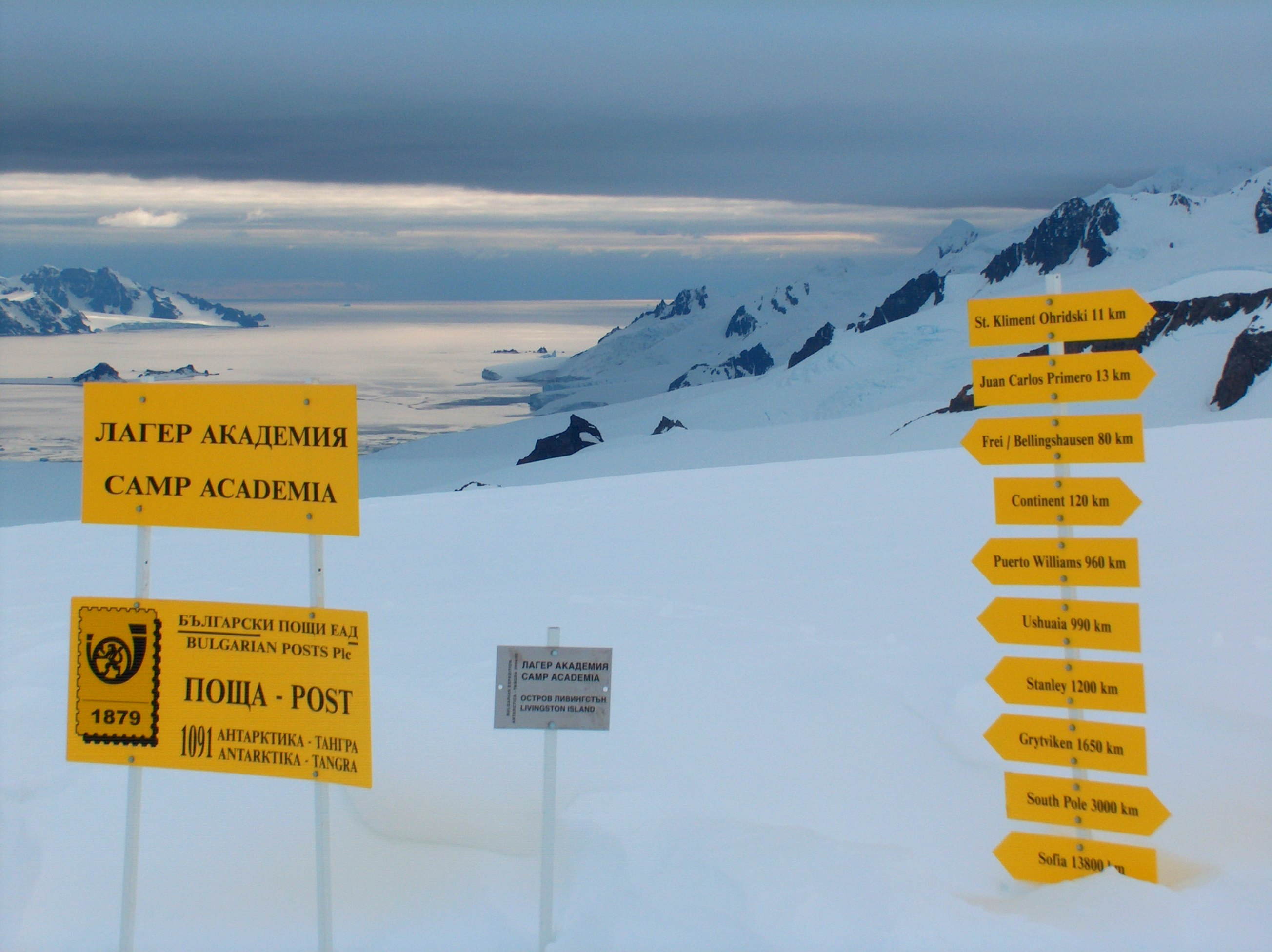
Oficina de correos Tangra 1091.

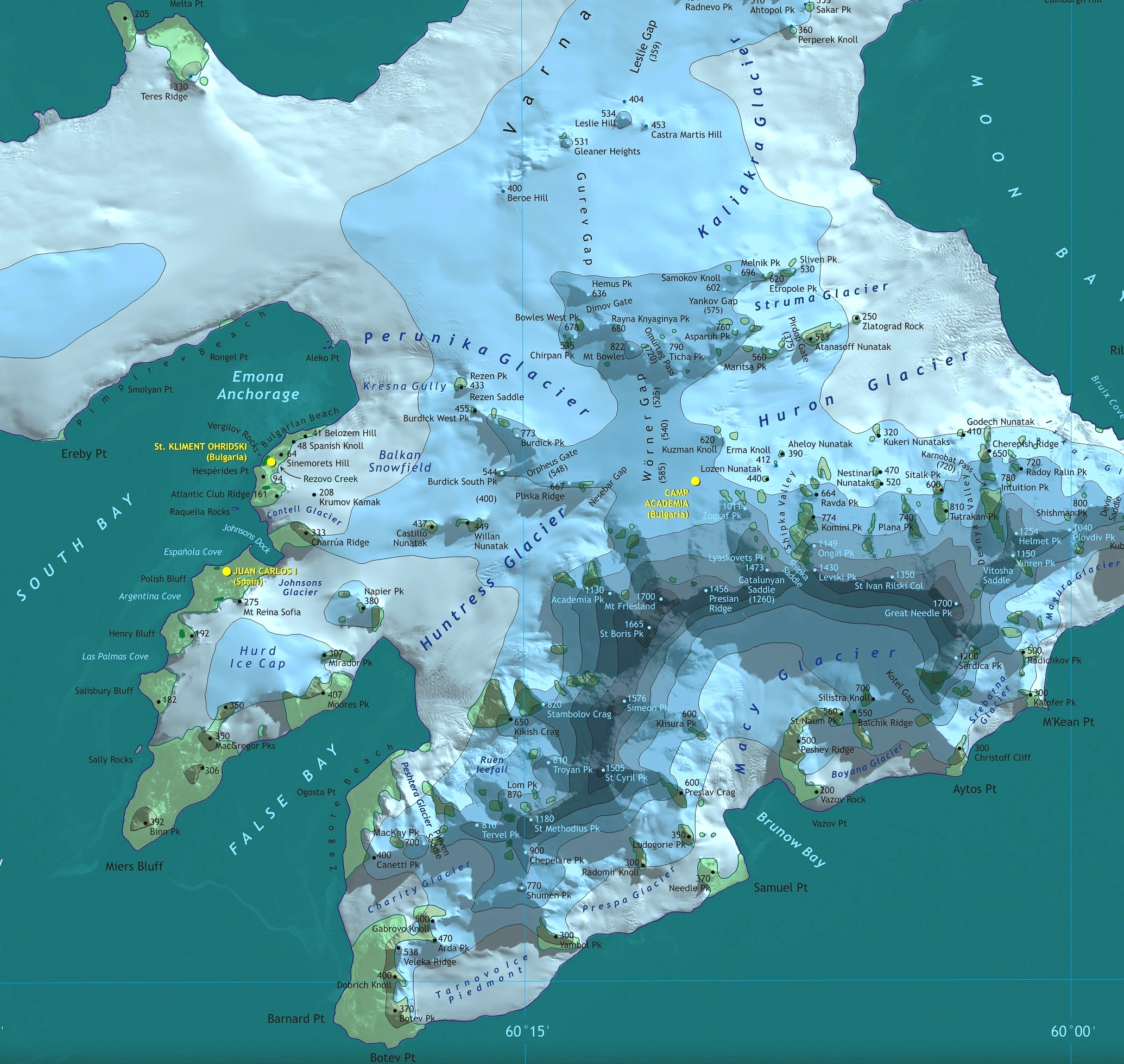
La región central de la isla Livingston con Campamento Academia, San Clemente de Ohrid, y Juan Carlos I.

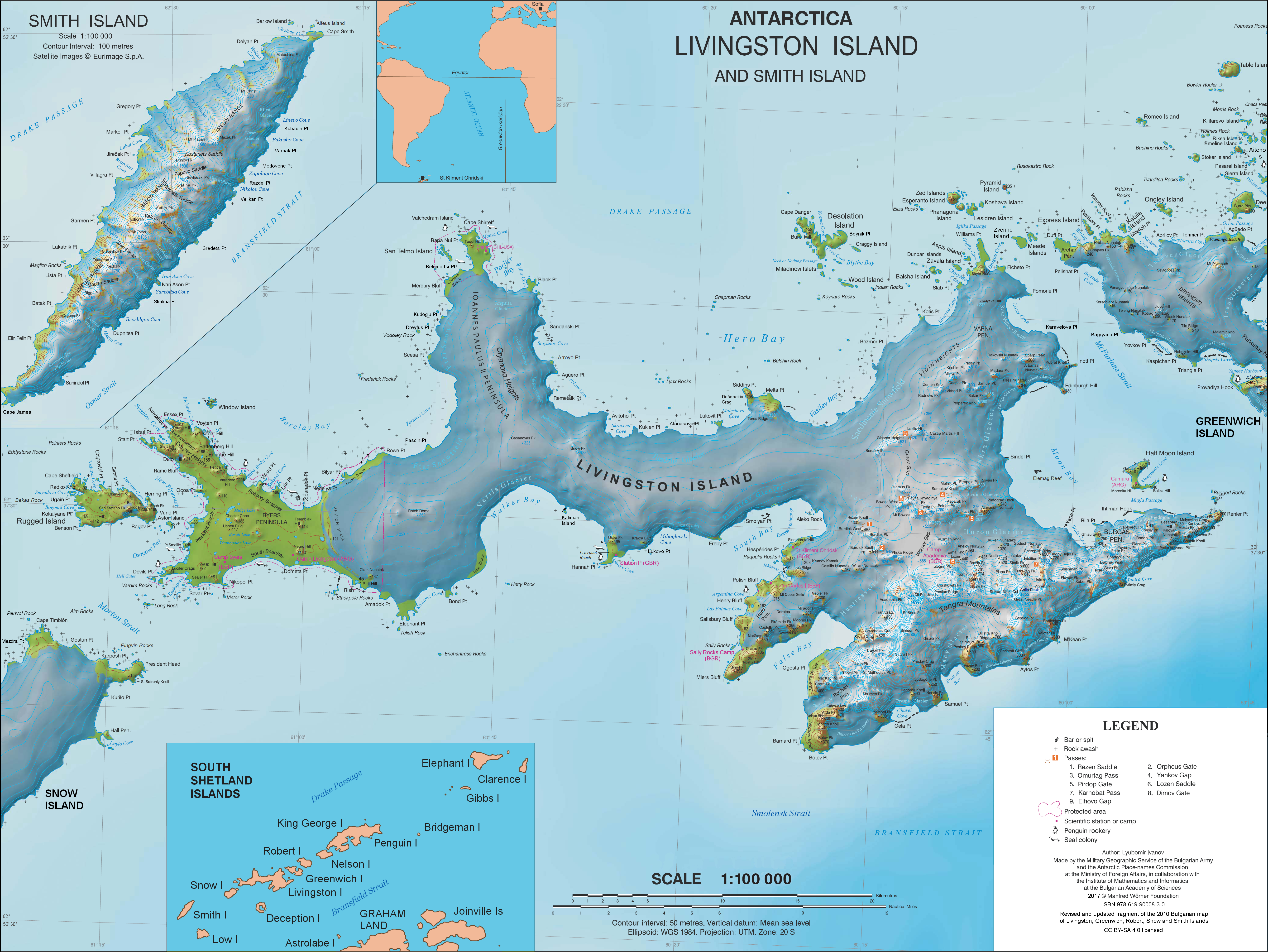
Mapa topográfico de las islas Livingston y Smith.

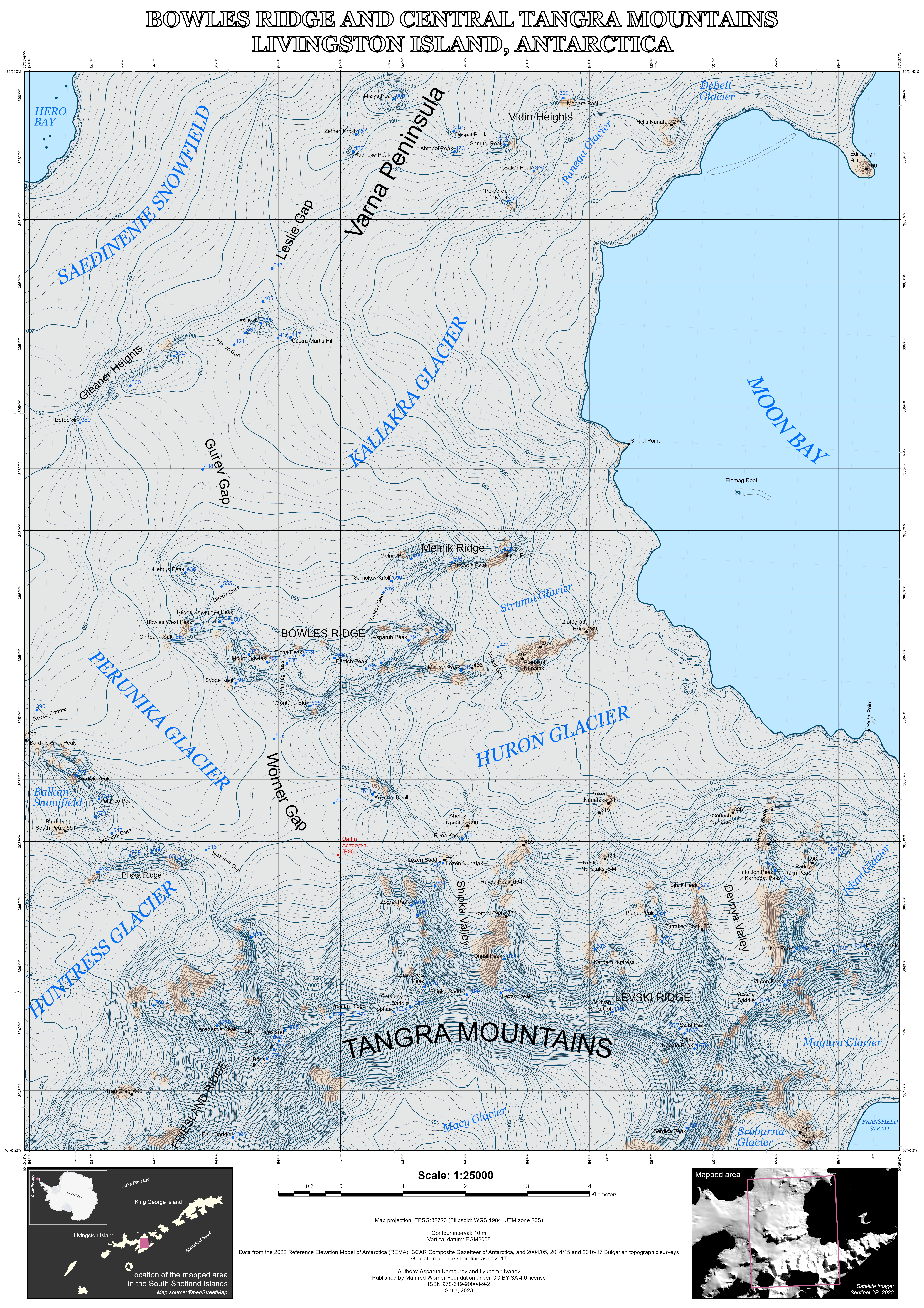
Topographic map of eastern Livingston Island featuring Camp Academia

El Campamento Academia (en búlgaro: Лагер Академия) está situado en la isla Livingston en las Shetland del Sur en la Antártida. Fue nombrado en el honor de la Academia Búlgara de Ciencias y su contribución a la exploración antártica.
El lugar se sitúa estratégicamente en la parte alta del glaciar Huron, cerca de pico Zograf en la montaña Tangra central, en una subida de 541 m. El Campamento Academia se conecta con la base búlgara San Clemente de Ohrid con una ruta terrestre de 11 km, y con la base antártica española Juan Carlos I con una ruta de 12,5 km.
El Campamento Academia ofrece acceso conveniente a la montaña de Tangra al sur; a las zonas de dorsal de Bowles, alturas de Vidin, glaciar Kaliakra y campo de nieve de Saedinenie al norte; a glaciar Hurón al este; y a glaciares Perunika y Huntress al oeste.
El lugar fue ocupado por primera vez por la expedición topográfica búlgara Tangra 2004/05, desde 3 de diciembre de 2004 hasta 2 de enero de 2005. Se obtenía la información geográfica para zonas alejadas en la isla Livingston y de la isla Greenwich, 150 objetos geográficos se ponían al mapa por primera vez, y se publicaba un nuevo mapa topográfico de las dos islas en 2005. El Campamento Academia se designa como la oficina de correos Tangra 1091 de verano desde 2004, la división más austral de los Servicios de Correos Búlgaros.

## Mapas
- Antarctica: Livingston Island, South Shetland Islands (from English Strait to Morton Strait, with illustrations and ice-cover distribution), 1:100000 scale topographic map, Antarctic Place-names Commission of Bulgaria, Sofia, 2005 (en inglés)
- L.L. Ivanov. Antarctica: Livingston Island and Greenwich, Robert, Snow and Smith Islands. Scale 1:120000 topographic map. Troyan: Manfred Wörner Foundation, 2009. ISBN 978-954-92032-6-4
- A. Kamburov and L. Ivanov. Bowles Ridge and Central Tangra Mountains: Livingston Island, Antarctica. Scale 1:25000 map. Sofia: Manfred Wörner Foundation, 2023. ISBN  978-619-90008-6-1